# Henri-François de Croÿ
Henri François Ghislain Louis Marie de Croÿ-Romillies (Brussel, 8 maart 1860 - Rumillies, 6 februari 1946) was een Belgische prins en militair.

## Familie
Henri de Croÿ stamde uit het Duitse, vervolgens Belgische prinselijk geslacht De Croÿ-Rumillies. Hij was de oudste zoon van Juste de Croÿ (1824-1908) en gravin Marie d'Ursel (1833-1885). Zijn jongere broers waren Ferdinand de Croÿ, die priester werd, en Charles de Croÿ, die de naam 'Rumillies' aan de familienaam toevoegde en voor nakomelingen zorgde.

## Levensloop
Als Duitser geboren, opteerde Henri, zoals de overige gezinsleden voor de Belgische nationaliteit. In 1884 werd hij als eerste van het gezin opgenomen als lid van de Belgische erfelijke adel, met de titel prins.
In 1880 werd hij aanvaard in de Koninklijke Militaire School. In 1882 werd hij bevorderd tot onderluitenant, eerst bij het Zesde Linie, vervolgens bij de Eerste Gidsen en in 1888 als instructieofficier bij de Cavalerie.
In 1891 meldde hij zich aan, samen met zijn neef graaf Ernest d'Ursel, om te dienen in het legertje van de Congo Vrijstaat. Hij werd tot districtscommissaris benoemd en scheepte in juni 1891 in Vlissingen in.
In Congo aangekomen werd hij adjunct van de districtscommissaris voor Kasaï.
Vanaf 1 oktober werd hij districtscommissaris voor Luluaburg. Hij moest er op uittrekken richting Luebo om een bende Kiokos, slavenhandelaars, te verjagen. Tegen 31 december was hij erin geslaagd. Bij zijn terugkeer in Luluaburg trof hij er zijn neef d'Ursel aan die zwaar ziek was en op 8 januari 1892 overleed.
In januari 1892 stichtte hij een bijpost in Tshinema op de Mwanzangoma. In februari kwamen berichten over aanwezigheid van Tungombe die talrijke slaven vasthielden. Prins de Croÿ trok erop af met een veertigtal soldaten. Toen zij naderden, sloegen de slavenhandelaars op de vlucht en kon hij ze bevrijden. Dit leverde aan de Croÿ een vermelding op de dagorder door de vice-gouverneur-generaal Wahis. 
Ziek geworden verliet hij Luluaburg en rustte zes maanden uit in een missiepost. Hij hernam zijn activiteiten in oktober en zette zich in voor het oprichten van een nieuwe bijpost bij de watervallen van Wissmann.
Het boterde niet met zijn opvolger in Luluaburg en in januari 1893 was hij verplicht zijn ontslag te ondertekenen.
Begin mei 1893 bevond hij zich, ziek, in een missiepost. Kort daarop verplichtte zijn toestand hem om naar Europa terug te keren. Vanaf begin 1894 was hij weer in België. Na een periode van herstel, trad hij weer toe tot het Belgisch leger met de graad van kapitein. In 1899 werd hij echter, om gezondheidsredenen, op non-actief geplaatst en in 1901 met de graad van kapitein-commandant gepensioneerd.
Hij werd lid van de raad van bestuur van de Société coloniale minière en van de Compagnie minière du Congo belge. Dit bracht hem ertoe gedurende een tiental jaren in de Verenigde Staten door te brengen en er investeringen te realiseren.
Op 5 augustus 1914 werd hij opnieuw in actieve dienst aanvaard bij de cavalerie. Hij behoorde tot het depot van de eerste divisie cavalerie. In 1916 werd hij tot militair commissaris benoemd in het station van Duinkerke en later in het station van Kleef. In april 1920 werd hij gedemobiliseerd en gepensioneerd.
Hij leefde voortaan teruggetrokken en woonde meestal in de pastorie van Bergen bij zijn broer, de pastoor-deken.
In 1933 legde hij een golfterrein aan op een terrein dat hem toebehoorde.
In 1936, hij was toen zesenzeventig, trouwde hij met zijn jarenlange vriendin, de zeventien jaar jongere Amerikaanse Cornelia Paulmier, met wie hij ging wonen in Ghlin, waar ze in 1943 overleed. Hijzelf bracht zijn laatste ziekte door op het kasteel van zijn ondertussen overleden broer Charles en overleed er.